# HolbyBlue
HolbyBlue är en brittisk polisdramaserie som visades på BBC One 2007-2008. Serien producerades av BBC, Red Planet Pictures och Kudos och var en "spinoff" av dramaserien Holby City. Den första omgången sändes mellan 9 maj och 26 juni 2007. Nästa omgång sändes från 20 mars till 5 juni 2008. 

## Skådespelare och roller
- Cal Macaninch som John Keenan
- Richard Harrington som DS Luke French
- Kacey Ainsworth som Inspector Jenny Black
- James Hillier som Sergeant Christian Young
- David Sterne som Sergeant Edward "Mac" McFadden
- Chloe Howman som PC Kelly Cooper
- Jimmy Akingbola som Neil Parker
- Joe Jacobs som PC Billy Jackson
- Elaine Glover som PC Lucy Slater
- Kieran O'Brien som PC Robert Clifton